# リバース電子
リバース電子株式会社（リバースでんし）は、かつて神奈川県横浜市瀬谷区に本社を置いていた電子電気部品の開発・製造を行う会社である。

近年では、地方のバス事業者などを中心にデジタル式車内放送装置の納入を進めていた。

2012年7月26日に東京地方裁判所から破産手続開始決定を受けた。負債総額は約4億円。